# 萌之朱雀
《萌之朱雀》，1997年上映的日本電影，為日本導演河瀨直美自編自導的劇情片，尾野真千子主演。

## 劇情大綱
奈良縣西吉野村（今五條市），當地村民世世代代皆以林業維生。田原孝三（國村隼 飾）和母親幸子（和泉幸子 飾）、妻子泰代（神村泰代 飾）、女兒みちる（尾野真千子 飾）、孝三姐姐留下的外甥榮介（柴田浩太郎 飾）在此生活。
泰代在村裡附近的日式旅館工作期間，因身體不堪負荷而病倒。而因經濟蕭條加上林業沒落等現實問題，致使全村人口嚴重外流，村民轉而寄望即將動工的鐵道計畫可帶來一線生機。然而在此隧道貫通工程工作的孝三，仍面臨到因施工計畫最後因故中止的現實問題，當地只留下一條廢棄的隧道。失去工作的孝三，帶著家中的8釐米攝影機開始捕捉村民們的生活樣貌。孝三過世後，家中的經濟重擔轉到26歲的外甥榮介身上。みちる則因自小和榮介同住一個屋簷下，對年齡相近的榮介抱著好感；然而自幼喪母的榮介更在乎的卻是溫柔的舅母泰代。在平靜的日子中，幸子最後決定帶著みちる回去老家生活。みちる不捨的和榮介告別⋯⋯。

## 主要角色
- 田原孝三：國村隼
- 田原みちる：尾野真千子
- 田原幸子：和泉幸子
- 榮介：柴田浩太郎
- 田原泰代：神村泰代
- みちる（兒童時期）：山口沙彌加
- 榮介（兒童時期）：向平和文

## 幕後花絮
1996年春天，當時仍為新人導演且為當地人的河瀨直美為了拍攝此片，前往家鄉山上勘景並尋找適合演出主角的年輕人，在某學校校園發現了打掃時間正在清掃的尾野真千子，此片為當時未滿15歲的尾野之出道作。拍攝時全片除了國村隼，其餘皆為全無演戲經驗的素人。
此片製作公司為WOWOW電視台及萬代影視「J・MOVIE・WARS 4」的第一部作品。1997年11月1日，由獨立發行公司BITTERS END發行並全日本公開（同年10月25日於關西地區先行上映）。自編自導的河瀨並以此作獲得第50屆坎城電影節金攝影機獎（新人導演獎），為影展史上最年輕得主。
1997年，河瀨將此片以「仙頭直美」之名義改編為同名小說（幻冬舎發行）。1999年發行文庫本。2007年9月25日，發行DVD。

## 幕後人員
- 導演、編劇：河瀨直美
- 製片：仙頭武則（日语：仙頭武則）、小林広司
- 攝影：田村正毅（日语：たむらまさき）
- 燈光：鈴木敦子
- 音效：滝澤修
- 美術：吉田悅子（日语：吉田悦子）
- 剪輯：掛須秀一（日语：掛須秀一）
- 配樂：茂野雅道（日语：茂野雅道）
- 造型：星輝明
- 妝髮：小林身和子
- 視覺：IMAGICA
- 製作：WOWOW、萬代影視
- 製作協力：BITTERS END
- 企劃協力：組画（河瀨直美工作室）

## 獲得獎項
- 第50屆坎城電影節
  - 金攝影機獎：河瀨直美
- 第26屆鹿特丹影展
  - 費比西國際影評人獎
- 第10屆新加坡國際電影節
  - 最佳女主角：尾野真千子
- 法國La Cinémathèque royale de Belgique
  - Distribution of Quality Film獎
- 第21回山路文子電影獎
  - 福祉賞
- 第12回高崎電影節（日语：高崎映画祭）
  - 新進導演大獎：河瀬直美
  - 最佳新人女演員獎：尾野真千子
- 第52回每日電影獎
  - 最佳攝影獎：田村正毅（日语：たむらまさき）
- 第71回電影旬報獎
  - 日本電影十佳：第十位
- 第40回朝日十佳電影節（日语：朝日ベストテン映画祭）
  - 日本電影十佳：第三位
- 第47回藝術選獎（日语：芸術選奨）
  - 文部大臣新人獎（日语：芸術選奨新人賞）電影部門：河瀬直美

## 外部連結
- 組画 （页面存档备份，存于）
- 2020金馬影展TGHFF官方預告 （页面存档备份，存于）
- 電影旬報網頁 （页面存档备份，存于）
- 互联网电影数据库（IMDb）上《Moe no Suzaku》的资料（英文）
- 爛番茄上《萌之朱雀》的資料（英文）